# Navještaj rođenja Kristova
Navještaj rođenja Kristova ili Božićni navještaj (lat. De Nativitatis Domini Nostri Iesu Christi Proclamatione) je himan koji se pjeva prije svete mise polnoćke na Božić u latinskom obredu Katoličke Crkve.
Navještaj govori o datumu Kristova rođenja u odnosu na značajnije povijesne i vjerske događaje te se broj godina ili stoljećima smanjuje do dana prvog Božića. U latinskom se tekstu datum navodi prema rimskom računanju, kada su se dani označavali u odnosu na kalende (prvi dan u mjesecu), none (šesti – u ožujku, svibnju, srpnju i listopadu – ili četvrti – u drugim mjesecu – dan nakon kalende) i ide (osmi dan nakon none). Tako je 25. prosinca je tako osmi dan prije siječanjske kalende. Također, navodi se i koji je trenutni 25. prosinca dan od posljednjeg novog mjeseca (npr. u 2021. godini, mladi mjesec pada 4. prosinca, tako da je 25. prosinca 21. dan mladoga mjeseca).
Himan potječe iz Rimskog martirologija iz 1584. godine. Tradicionalno se čitao tijekom prvog časa (u časoslovu). Nakon Drugog vatikankog sabora prvi čas je dokinut te je tako bi i ispušten ovaj običaj. Ponovnu upotrebu Navještaja uveo je papa Ivan Pavao II. tijekom pontifikalne božićne polnoćke 1980. godine. Od tada su mnoge župe također ponovno uvele Navještaj.

## Prijevodi
Budući da je ažuriran službeni latinski tekst Rimskog martirologija, promijenio se i engleski prijevod Navještaja.

### Tekst iz 1584.
| Latinski tekst | Hrvatski prijevod |
| --- | --- |
| Octavo Kalendas Januarii. Luna ... | Osmoga dana prije siječanjske kalende ... dana u mladom mjesecu. |
| Anno a creatione mundi, quando in principio Deus creavit cælum et terram, quinquies millesimo centesimo nonagesimo nono; | U godini 5199., od stvaranja svijeta, kada je u početku Bog stvorio nebo i zemlju; |
| a diluvio autem, anno bis millesimo nongentesimo quinquagesimo septimo; | i 2957. godini poslije potopa; |
| a nativitate Abrahæ, anno bis millesimo quintodecimo; | 2015. godini od Abahamova rođenja; |
| a Moyse et egressu populi Israël de Ægypto, anno millesimo quingentesimo decimo; | 1510. godini od izlaska Izraela iz Egipta pod vodstvom Mojsija; |
| ab unctione David in Regem, anno millesimo trigesimo secundo; | 1032. godine poslije pomazanja Davida za kralja Izraela; |
| Hebdomada sexagesima quinta, juxta Danielis prophetiam; | U 65. tjednu prema proročanstvu Danijela; |
| Olympiade centesima nonagesima quarta; | U doba 194. olimpijade; |
| ab urbe Roma condita, anno septingentesimo quinquagesimo secundo; | U godini 752. od osnutka grada Rima; |
| anno Imperii Octaviani Augusti quadragesimo secundo; | U 42. godini carevanja Oktavijana Augusta; |
| toto orbe in pace composito, sexta mundi ætate, Jesus Christus, æternus Deus æternique Patris Filius, mundum volens adventu suo piissimo consecrare, de Spiritu Sancto conceptus, novemque post conceptionem decursis mensibus, in Bethlehem Judæ nascitur ex Maria Virgine factus Homo. | Kada je u cijelom svijetu vladao mir, u šestom dobu svijeta, Isus Krist, vječni Bog i Sin vječnoga Oca, želeći posvetiti svijet svojim premilosrdnim dolaskom, biva začet po Duhu Svetom i postavši čovjekom, nakon isteklih devet mjeseci, rađa se u Betlehemu Judinom od Djevice Marije. |
| Nativitas Domini nostri Jesu Christi secundum carnem. | Rođenje Gospodina našega Isusa Krista po tijelu. |

### Sadašnji tekst
| Latinski tekst | Hrvatski prijevod |
| --- | --- |
| Octavo Kalendas Januarii Luna N. | Dvadeset petoga prosinca; |
| Innumeris transactis saeculis a creatione mundi, quando in principio Deus creavit caelum et terram et hominem formavit ad imaginem suam; | Nakon što su minula mnoga stoljeća od stvaranja svijeta, kada je u početku Bog stvorio nebo i zemlju i učinio čovjeka na svoju sliku; |
| permultis etiam saeculis, ex quo post diluvium Altissimus in nubibus arcum posuerat, signum fœderis et pacis; | I mnoštvo stoljeća otkada je, poslije potopa, Svevišnji učinio da zablista duga, znak saveza i mira; |
| a migratione Abrahæ, patris nostri in fide, de Ur Chaldæorum saeculo vigesimo primo; | Dvadeet i jedno stoljeće poslije polaska iz Ura kaledjskoga, Abrahama, praoca naše vjere; |
| ab egressu populi Israël de Ægypto, Moyse duce, saeculo decimo tertio; | Trinaest stoljeća nakon izlaska Izraela iz Egipta pod vodstvom Mojsija; |
| ab unctione David in regem, anno circiter millesimo; | Oko tisuću godina poslije pomazanja Davida za kralja Izraela; |
| hebdomada sexagesima quinta, juxta Danielis prophetiam; | U šezdeset i petom tjednu prema proročanstvu Danijela; |
| Olympiade centesima nonagesima quarta; | U doba sto devedeset i četvrte olimpijade; |
| ab Urbe condita anno septingentesimo quinquagesimo secundo; | U godini 752. od osnutka Rima; |
| anno imperii Cæsaris Octaviani Augusti quadragesimo secundo; | U doba carevanja Cezara Okravijana Augusta; |
| toto orbe in pace composito, Jesus Christus, æternus Deus æternique Patris Filius, mundum volens adventu suo piissimo consecrare, de Spiritu Sancto conceptus, novemque post conceptionem decursis mensibus, in Bethlehem Judæ nascitur ex Maria Virgine factus homo: | Kada je u cijelom svijetu vladao mir, Isus Krist, vječni Bog i Sin vječnoga Oca, želeći posvetiti svijet svojim dolaskom, biva začet po Duhu Svetom i postavši čovjekom, nakon isteklih devet mjeseci, rađa se u Betlehemu Judinom od Djevice Marije. |
| Nativitas Domini nostri Jesu Christi secundum carnem. | Rođenje Gospodina našega Isusa Krista po tijelu. |

## Poveznice
- Exsultet